# Dźwierszno Wielkie
Dźwierszno Wielkie – wieś w Polsce położona w województwie wielkopolskim, w powiecie pilskim, w gminie Łobżenica.
W latach 1954–1957 wieś należała i była siedzibą władz gromady Dźwierszno Wielkie, po jej zniesieniu w gromadzie Dźwierszno Małe. W latach 1975–1998 miejscowość administracyjnie należała do województwa pilskiego.
Wieś jest siedzibą rzymskokatolickiej parafii św. Mikołaja.
Zobacz też: Dźwierszno Małe